# Procapra picticaudata
La gazzella del Tibet (Procapra picticaudata Hodgson, 1846), o goa, è una specie di antilope che vive sull'Altopiano del Tibet.

## Descrizione

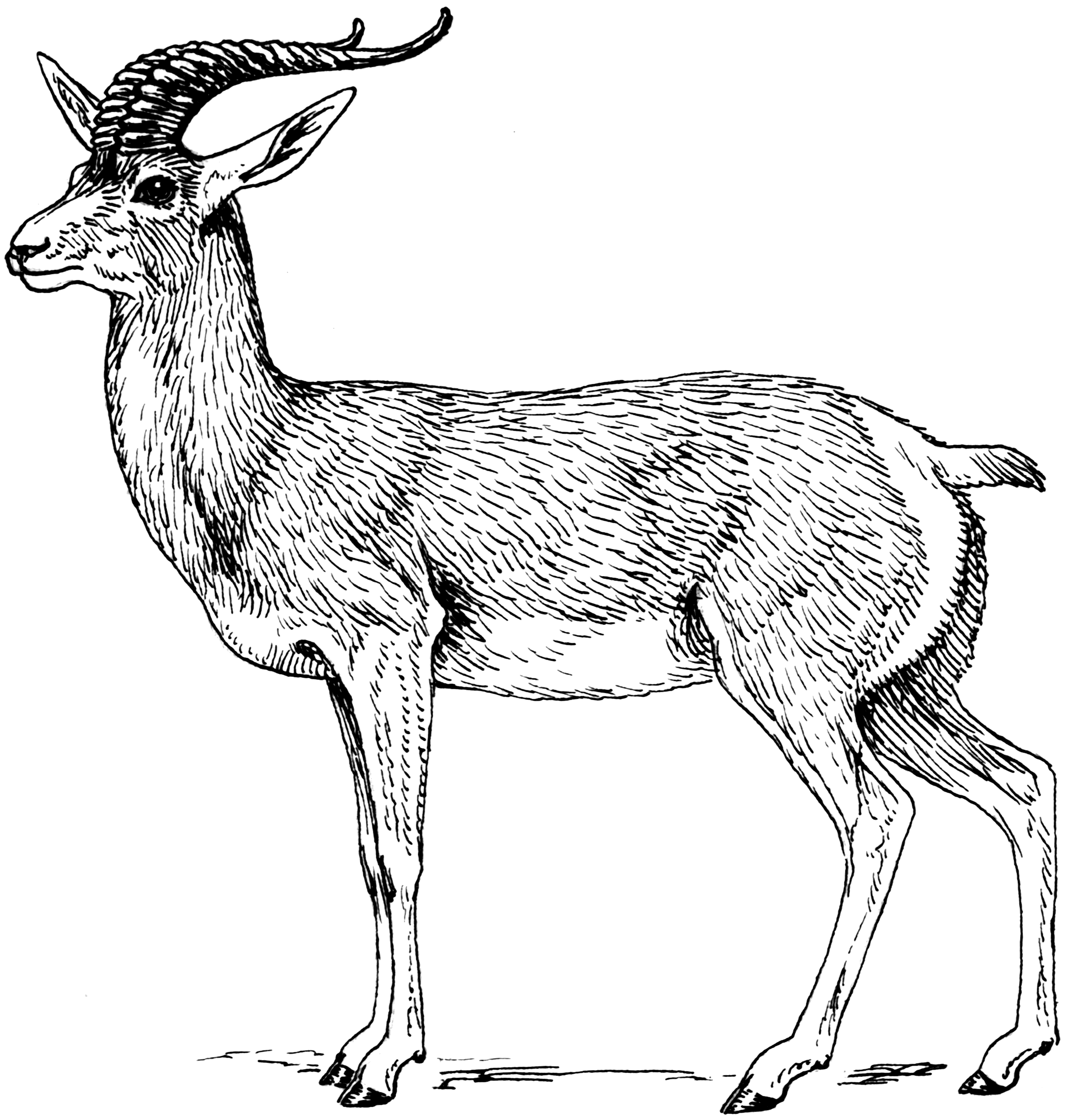

Un esemplare tipico misura circa 60 cm di altezza al garrese e pesa attorno ai 15 kg. I maschi hanno corna lunghe, affusolate ed appuntite che possono raggiungere anche i 35 cm di lunghezza. Le femmine ne sono prive e non presentano neanche i caratteristici segni facciali. Il mantello è bruno grigiastro e la coda, breve e dall'estremità nera, è situata al centro di una macchia posteriore bianca a forma di cuore. Le zampe, lunghe e sottili, consentono a questo elegante animale di correre piuttosto velocemente, abilità, questa, molto utile per sfuggire ai predatori. La stagione degli amori è a dicembre e i piccoli nascono il maggio seguente.

## Distribuzione e habitat
In Ladakh queste gazzelle vivono ad altitudini molto elevate (4.750 – 5.050 m), ma di solito si incontrano in aree pianeggianti ed hanno una certa preferenza per le pendici rivolte a sud, dal clima più caldo. Coesistono con gli yak domestici e i kiang, ma sono in diretta competizione con capre e pecore domestiche ed evitano i pastori e i loro cani.

## Conservazione
La popolazione del Ladakh è costituita da meno di 100 esemplari e continua a diminuire. In questa regione, agli inizi del XX secolo, l'areale della gazzella del Tibet si estendeva a ovest fino al Bacino dello Tsokar, ma adesso è ristretto alla Valle di Hanle e ad alcune zone vicine, come Chumur. Al giorno d'oggi le gazzelle stanno diminuendo non solo a causa dell'impoverimento dei pascoli, ma anche per vari problemi collegati all'esiguità delle popolazioni, come la perdita di diversità genetica, che rende gli animali meno resistenti alle malattie. Il numero delle gazzelle del Tibet, sia in Ladakh che in Tibet, sembra diminuire notevolmente e, almeno in alcune regioni, questo animale è in pericolo di estinzione. In India, una piccola popolazione di gazzelle vive anche nel Sikkim settentrionale, a destra del confine tra l'India e il Territorio sotto il controllo cinese, e sembra che questi animali si spostino avanti e indietro tra le due regioni.